# Николаос Германос
Николаос Германос (на гръцки: Νικόλαος Γερμανός) е гръцки учен, зоолог и политик.

## Биография
Роден е в 1862 година в халкидическото село Вавдос, Османската империя, в семейството на Константинос Льольос, търговец в Полигирос. Николаос учи в Полигирос, след което завършва Халкинското търговско училище. Работи в аптека в Смирна и решава да учи естествени науки. Постъпва в Атинския университет, който завършва с отличие и става асистент. Учи чужди езици и завършва телеграфистки курсове, което му позволява да работи като нощен телеграфист. Сред учениците му е Йон Драгумис. Преподава в лицея „Симопулос“, след което защитава докторат. След завършване на образованието си работи върху енциклопедичния речник на Георгиос Фексис. Събира и издава песни от Македония. Жени се за Хариклея, сестрата на Спирос Пацис, който по-късно става кмет на Атина.
След това Германос продължава образованието си в Йенския университет, при видния естественик Ернст Хекел. Изпратен е със стипендия в Неапол. В Йена Германос публикува важно проучване върху коралите. След като завършва обучението си, се завръща в Гърция.
В 1915 година е избран от антивенизелистката Народна партия за депутат от ном Солун в така наречения Лазаров парламент, разпуснат в края на 1915 година и възкресен при завръщането на Венизелос в Атина в 1917 година. Германос е избран за депутат и в следващия парламент на изборите в 1920 година.
Умира в 1935 година в Атина.